# Cerkev sv. Marka, Zagreb
Cerkev sv. Marka (hrvaško Crkva svetog Marka) je župnijska cerkev starega Zagreba na Hrvaškem, ki se nahaja na Trgu svetega Marka. Je ena najstarejših arhitekturnih spomenikov v Zagrebu.

## Pregled
Romansko okno na južni fasadi je najboljši dokaz, da je bila cerkev zgrajena že v 13. stoletju, prav tako polkrožni tloris kapele sv. Marije (pozneje spremenjen).
V drugi polovici 14. stoletja je bila cerkev korenito obnovljena. Nato je bila spremenjena v poznogotsko cerkev triladijskega tipa.
Masivni okrogli stebri podpirajo težke rebraste oboke, vklesane v kamen, zrak miru in vzvišenosti pa označuje notranjost cerkve v njeni preprostosti. Najdragocenejši del cerkve je južni portal, ki velja za delo kiparjev družine Parler iz Prage (konec 14. stoletja).
Gotsko sestavo portala sestavlja petnajst podob v enajstih plitvih nišah. Na vrhu sta kipa sv. Jožefa in Marije z dojenčkom Jezusom, pod njimi pa sveti Marko in lev. Dvanajst apostolov je postavljenih na obeh straneh portala (štirje leseni kipi so nadomestili prvotne, ki so bili uničeni). Ta portal je po svoji umetniški sestavi in številu kipov najbogatejši in najdragocenejši gotski portal v južni srednji Evropi.
Zunaj na severozahodni steni cerkve leži najstarejši zagrebški grb z vklesanim letom 1499 (izvirnik je v Mestnem muzeju Zagreb).
Na strehi so položeni ploščice, tako da predstavljajo grb Zagreba (beli grad na rdeči podlagi) in Trojne kraljevine Hrvaške, Slavonije in Dalmacije.
Kot vogal Markovega trga in današnje ulice Cirila in Metoda je bila Mestna hiša, sedež mestne uprave v srednjem veku. Stavba je prestala številne faze predelave in obnove, danes pa stara mestna hiša še vedno drži svoja vrata odprta za seje zagrebškega mestnega sveta.

## Galerija
- Cerkev sv. Marka fotografirana iz zraka
- Grb Trojne kraljevine Hrvaške, Slavonije in Dalmacije (levo) in mesta Zagreb (desno).
- Notranjost cerkve
- Zvonik cerkve